# Tongshanjiabu
Tongshanjiabu – szczyt w Himalajach. Leży w na granicy między Bhutanem a Chinami (Tybetem). Jest to 103. szczyt Ziemi.
Szczyt ten pozostaje niezdobyty.